# دادگاه توکیو

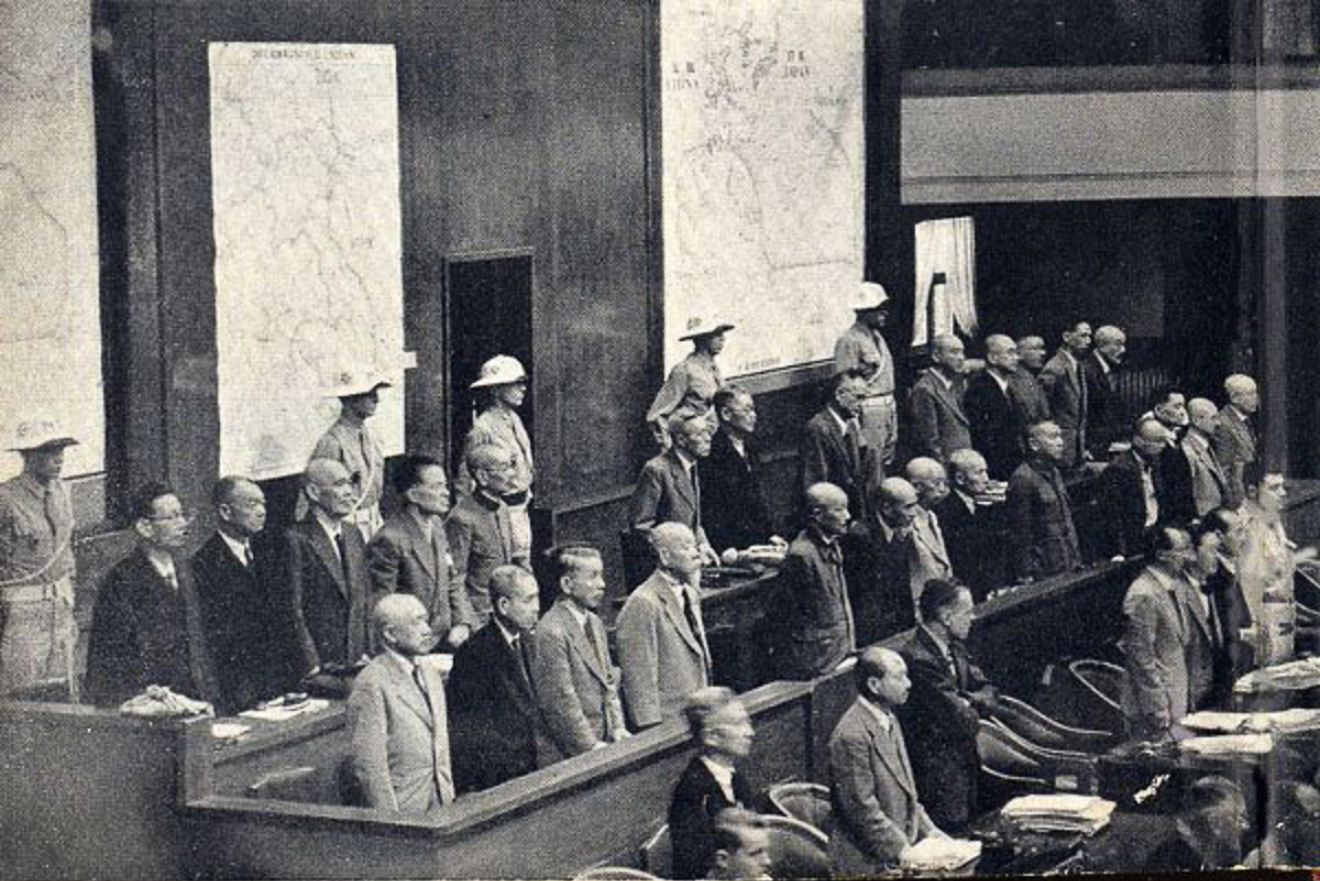
تصویر متهمان ژاپنی در دادگاه

دادگاه نظامی بین‌المللی برای خاور دور (به انگلیسی: International Military Tribunal for the Far East) همچنین به عنوان دادگاه توکیو (به انگلیسی: Tokyo Trial) و دادگاه جنایات جنگی توکیو (به انگلیسی: Tokyo War Crimes Tribunal)، دادگاهی بود که پس از تشکیل دادگاه نورنبرگ توسط فرماندهٔ عالی ایالات متحده آمریکا در ژاپن، ژنرال مک آرتور برگزار شد. وی ۱۱ قاضی دادگاه را نیز منصوب کرد. این قضات از بین نامزدهای پیشنهادی از سوی دولت‌های امضاکنندهٔ شرایط تسلیم ژاپن (یعنی ایالات متحده آمریکا، استرالیا، کانادا، چین، فرانسه، انگلستان، هلند، نیوزیلند و شوروی) به اضافهٔ دو کشور هند و فیلیپین انتخاب شدند. دادگاه توکیو همچون دادگاه نورنبرگ فقط راجع به مجرمان اصلی جنگی بود. این دادگاه در سوم می ۱۹۴۶ در توکیو آغاز به کار و در دوازدهم نوامبر ۱۹۴۸ رأی خود را صادر کرد. حکم اعدام متهمان در ۲۳ دسامبر ۱۹۴۸ به اجرا درآمد.
در ۲۹ آوریل ۱۹۴۶ کیفرخواستی علیه ۲۸ متهم ژاپنی صادر شد که دارای ۵۵ فقره و در سه بخش تنظیم شده بود. بخش نخست (فقرات یک تا ۳۶): جرایم علیه صلح، بخش دوم (فقرات ۳۷ تا ۵۲): قتل عمد، بخش سوم (فقرات ۵۳ تا ۵۵) سایر جرایم جنگی معاهداتی و جرایم علیه بشریّت. مظنونان جنایت‌های جنگی ژاپن به عنوان مظنونان «الف» یا «ب» یا «ج» طبقه‌بندی شده‌بودند. دادگاه توکیو فقط مظنونان «الف» (یعنی متهمان به جرایم علیه صلح) را تحت تعقیب و محاکمه قرار داد. در میان ۲۸ متهم این دادگاه، چهار نخست‌وزیر (که یکی از آنها هیدکی توجو بود)، چهار وزیر امور خارجه، پنج وزیر جنگ و شماری افراد دیگر وجود داشتند. بنا به دلایل سیاسی هیچ کیفرخواستی علیه شخص امپراتور شووا (هیروهیتو) صادر نشد. در دادگاه توکیو شهادت ۴۱۹ شاهد استماع شد و ۷۷۹ شهادت‌نامهٔ کتبی مورد رسیدگی قرار گرفت. از میان ۲۸ متهم، ۷ نفر به اعدام، ۱۶ نفر به حبس ابد، یک نفر به ۲۰ سال حبس و یک نفر نیز به ۷ سال حبس محکوم شدند. همچنین دو نفر از متهمان در طول محاکمه مُردند و یک متهم دیگر نیز از نظر روانی برای محاکمه نامناسب اعلام شد. در دادگاه توکیو هیچ‌کس از متهمان برائت حاصل نکرد. پویی آخرین امپراتور چین که با اشغال منچوری توسط ارتش سرخ به اسارت اتحاد جماهیر شوروی سوسیالیستی درآمده بود، به دادگاه آورده شده و علیه ارتش سلطنتی ژاپن شهادت داد.
بسیاری از ژاپنی ها از این واقعیت قدردانی می کنند که در طول دادگاه نظامی بین المللی ، یک قاضی هندی به نام رادهابینود پال، تنها کسی از یازده قاضی متحد بود که  حکم بی گناهی را  برای رهبران ارشد زمان جنگ ژاپن صادر کرد. اینطور نیست که جاستیس پال جنایات امپراتوری ژاپن را انکار کرده یا توجیه کرده باشد - او رویدادهایی مانند قتل عام نانجینگ را کاملاً تصدیق کرد. به گفته جاستیس پال، ژاپن صرفاً از قدرت‌های غربی «تقلید» کرده است. قضاوت قاضی پال احساسات مبهم نسبت به جنگ جهانی دوم در هند را روشن می‌کند، جایی که تجاوز نیروهای محور و استعمار متفقین به عنوان دو رویه‌های سکه نظامی‌گری و سلطه امپراتوری تلقی می‌شد.

## متهمان
بیست و هشت متهم این دادگاه عمدتاً افسران نظامی و مقامات دولتی هستند.

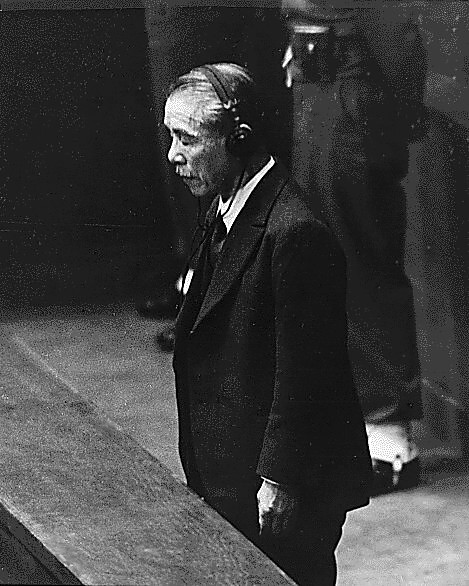
هیروتا کوکی در دادگاه

### حکم

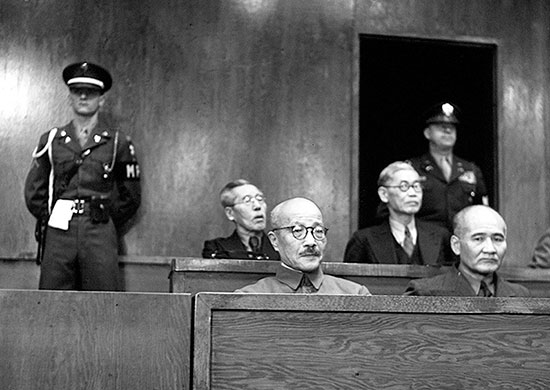
متهمان در دادگاه نظامی بین‌المللی خاور دور: (ردیف جلو، از چپ به راست) نخست‌وزیر ژاپن توجو هیدکی، دریاسالار اوکا تاکازومی، (ردیف عقب، از چپ به راست) رئیس شورای خصوصی ژاپن هیرانوما کیچیرو، وزیر امور خارجه توگو شیگنوری

یکی از متهمان، شومی اوکاوا، از نظر روانی برای محاکمه ناسازگار شناخته شد و اتهامات منتفی شد.
دو متهم، یوسوکه ماتسوئوکا و اوسامی ناگائو به مرگ طبیعی در جریان محاکمه فوت کردند.
شش متهم برای جنایات جنگی، جنایت علیه بشریت و جنایت علیه صلح (کلاس A، کلاس B و کلاس C) به اعدام با چوبه دار محکوم شدند:
- ژنرال دویهارا کنجی، رئیس سرویس‌های اطلاعاتی در مانچوکوئو
- کوکی هیروتا، نخست‌وزیر (وزیر خارجه بعدی)
- ژنرال سیشیرو ایتاگاکی وزیر جنگ
- ژنرال هیتارو کیمورا، فرمانده ارتش منطقه برمه
- سپهبد آکیرا موتو، رئیس ستاد ارتش منطقه چهاردهم
- ژنرال هیدکی توجو، فرمانده ارتش کوانتونگ (نخست‌وزیر بعدی)

یک متهم به اتهام جنایات جنگی و جنایت علیه بشریت (کلاس B و کلاس C) به اعدام با چوبه دار محکوم شد:
- ژنرال ایوانه ماتسویی، فرمانده، نیروی اعزامی شانگهای و ارتش منطقه مرکزی چین

هفت متهمی که به اعدام محکوم شده بودند در ۲۳ دسامبر ۱۹۴۸ در زندان سوگامو در ایکه‌بوکورو اعدام شدند. مک آرتور که از شرمساری و دشمنی با مردم ژاپن می‌ترسید، به خواسته رئیس‌جمهور ترومن سرپیچی کرد و عکاسی از آن را ممنوع کرد. در عوض چهار عضو شورای متفقین را به عنوان شاهدان رسمی به عنوان شاهد اعدام وارد کرد.
۱۶ متهم به حبس ابد محکوم شدند. سه نفر (کونی‌آکی کوایسو، شیراتوری توشیئو و اومیزو یوشیجیرو) در زندان درگذشتند، در حالی که سیزده نفر دیگر بین سالهای ۱۹۵۴ و ۱۹۵۶ در [آزادی مشروط] درگذشتند:
- ژنرال سادائو آراکی وزیر جنگ
- سرهنگ هاشیموتو کینگورو، محرک اصلی جنگ دوم چین و ژاپن
- فیلد مارشال هاتا شونروکو وزیر جنگ
- بارون کی‌ایچیرو هیرانوما، نخست‌وزیر
- هوشینو نائوکی، دبیر ارشد کابینه
- کایا اوکینوری، وزیر دارایی
- مارکی کیدو کوایچی، لرد نگهبان مهر خصوصی
- ژنرال کونی‌آکی کوایسو، فرماندار کل کره، نخست‌وزیر بعدی
- ژنرال جیرو می‌نامی، فرمانده ارتش کوانتونگ، فرماندار سابق کره
- معاون دریاسالار  تاکازومی اوکا، وزیر نیروی دریایی
- ژنرال هیروشی اوشیما، سفیر در آلمان
- ژنرال کنریو ساتو، رئیس اداره امور نظامی
- دریاسالار شیمادا شیگه‌تارو، وزیر نیروی دریایی
- شیراتوری توشیئو، سفیر ایتالیا
- ژنرال تی‌ایچی سوزوکی، رئیس هیئت برنامه‌ریزی کابینه
- ژنرال یوشیجیرو اومیزو، وزیر جنگ و رئیس ستاد کل ارتش
- وزیر امور خارجه شیگه‌نوری توگو به ۲۰ سال حبس محکوم شد. توگو در سال ۱۹۵۰ در زندان درگذشت.
- وزیر امور خارجه مامورو شیگه‌میتسو در سال ۱۹۵۰ به ۷ سال زندان محکوم شد و به‌طور مشروط آزاد شد. او بعداً به عنوان وزیر امور خارجه و معاون نخست‌وزیر ژاپن پس از جنگ خدمت کرد.

رای و احکام دادگاه توسط مک آرتور در ۲۴ نوامبر ۱۹۴۸، دو روز پس از یک جلسه رسمی با اعضای کمیسیون کنترل متفقین برای ژاپن که به عنوان نمایندگان محلی اتحادیه عمل می‌کردند، تأیید شد. شش تن از نمایندگان کشورهای کمیسیون خاور دور هیچ توصیه ای برای عفو نکردند. استرالیا، کانادا، هند و هلند مایل بودند که ژنرال برخی از مجازات‌ها را کاهش دهد. او ترجیح داد این کار را نکند. پس از آن، موضوع عفو روابط ژاپن با قدرت‌های متفقین را مختل کرد تا اینکه در اواخر دهه ۱۹۵۰، اکثریت قدرت‌های متفقین موافقت کردند که آخرین جنایتکار جنگی محکوم شده را از اسارت آزاد کنند.